# 関ヶ原宿

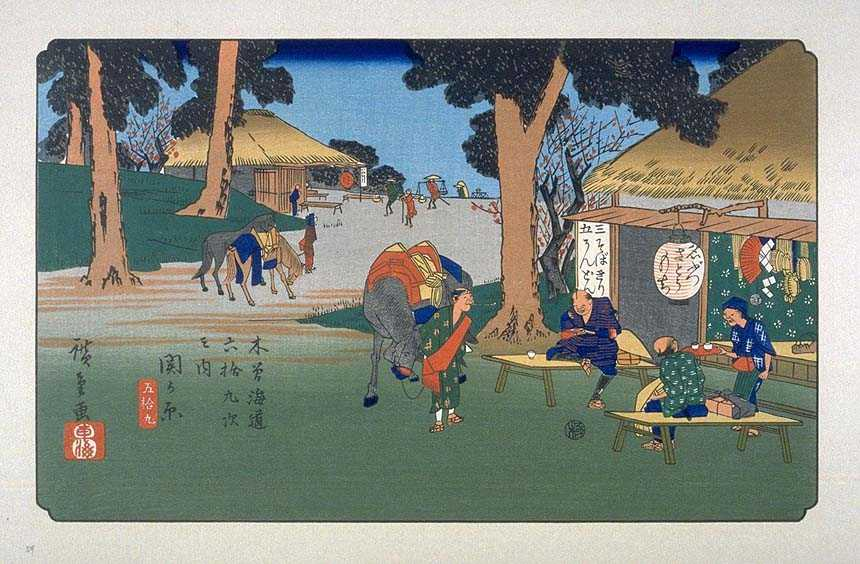
歌川広重「木曽海道六十九次・関ヶ原」

関ヶ原宿（せきがはらじゅく）は、中山道58番目の宿場（→中山道六十九次）。美濃国不破郡関ケ原村（現・岐阜県不破郡関ケ原町）に存在した。
付近は壬申の乱・関ヶ原の戦いの舞台であり、関連の史跡が多い。

## 概略
- 旗本竹中氏領（1843年）
- 人口：1389人
- 家数：269軒
- 本陣：1軒
- 脇本陣：1軒
- 旅籠：33軒

## 最寄り駅
- JR東海道本線 関ケ原駅

## 史跡・みどころ
- 七つ井戸跡
- 脇本陣
- 関原古戦場
  - 東首塚 岡山烽火場 決戦地 笹尾山 開戦地 宇喜多秀家陣跡 大谷吉継の墓 福島正則陣跡 松尾山（小早川秀秋陣跡）
  - 石田三成・本陣跡に上がると、古戦場全体がよく見える
- 関ケ原町歴史民俗学習館
- 岐阜関ケ原古戦場記念館

今須宿までの史跡・みどころ
- 関ヶ原古戦場 西首塚
- 不破関跡
- 不破関資料館
- 関の藤川（藤古川）
  - 壬申の乱で両軍が川をはさんで対峙
- 弘文天皇自害峰
- 常磐御前の墓

## 隣の宿
中山道
垂井宿 - 関ヶ原宿 - 今須宿